# Lijst van rijksmonumenten in Westbroek
De plaats Westbroek telt 9 inschrijvingen in het rijksmonumentenregister. Hieronder een overzicht.
| Object | Oorspronkelijke functie?  | Bouwjaar         | Architect | Locatie                  | Coördinaten?                | Nr.?  | Afbeelding                                                  |
| --- | ------------------------- | ---------------- | --------- | ------------------------ | --------------------------- | ----- | ----------------------------------------------------------- |
| Pand met topgevel met ankers, deels ouder muurwerk aanwezig                                                                     | Woonhuis                  | 1819 (ankers)    |           | Kerkdijk 19              | 52° 9' 4" NB, 5° 7' 29" OL  | 26508 | Pand met topgevel met ankers, deels ouder muurwerk aanwezig |
| Nederlands hervormde kerk | Kerk en kerkonderdeel     | 15e eeuw         |           | Kerkdijk 12              | 52° 9' 5" NB, 5° 7' 34" OL  | 26509 | Meer afbeeldingen                                           |
| Boerderij, langhuis met geschoren linden                                                                                        | Boerderij                 |                  |           | Kerkdijk 20              | 52° 9' 7" NB, 5° 7' 27" OL  | 26510 | Boerderij, langhuis met geschoren linden                    |
| Stuw, met ijzeren juk, houten spil en ijzeren handwiel en afdak, met kettingen verbonden houten schot in gemetselde beschoeiing | Waterkering en -doorlaat  | 20e eeuw         |           | Kerkdijk bij 70          | 52° 9' 17" NB, 5° 7' 2" OL  | 26511 | Meer afbeeldingen                                           |
| Boerderij, gepleisterd dwarshuis                                                                                                | Boerderij                 | 17e eeuw (wezen) |           | Doctor Welfferweg 11     | 52° 9' 2" NB, 5° 7' 39" OL  | 26512 | Boerderij, gepleisterd dwarshuis                            |
| Boerderij, langhuis | Boerderij                 | 18e eeuw         |           | Doctor Welfferweg 27     | 52° 9' 0" NB, 5° 7' 46" OL  | 26513 | Meer afbeeldingen                                           |
| Boerderij, gepleisterd langhuis met fraaie muurankers                                                                           | Boerderij                 | vroeg 18e eeuw   |           | Doctor Welfferweg 16     | 52° 9' 1" NB, 5° 7' 37" OL  | 26514 | Meer afbeeldingen                                           |
| Stuw, met ijzeren juk, houten spil en ijzeren handwiel en afdak, met kettingen verbonden houten schot in gemetselde beschoeiing | Waterkering en -doorlaat  | vroeg 20e eeuw   |           | Doctor Welfferweg bij 48 | 52° 8' 56" NB, 5° 7' 41" OL | 26515 | Meer afbeeldingen                                           |
| De Kraai | Industrie- en poldermolen | 1880             |           | Westbroekse Molenweg 26  | 52° 8' 51" NB, 5° 7' 29" OL | 26516 | Meer afbeeldingen                                           |